# 3122 Florence
3122 Florence eller 1981 ET3 är en asteroid upptäckt av den amerikanske astronomen Schelte J. Bus vid Siding Spring-observatoriet, Australien. Asteroiden har fått sitt namn till minne av Florence Nightingale.
Den tillhör asteroidgruppen Amor.
Asteroidens omloppsbana ligger så nära jordens som 6,6 miljoner kilometer. Så nära kommer dock inte asteroiden särskilt ofta. År 2017 kommer den att passera på 7,1 miljoner kilometers avstånd och år 2057 kommer den att passera på ett avstånd av 7,5 miljoner kilometer. Omloppsbanan är stabil under åtminstone 2000 år framåt.